# Rébellion de Stono

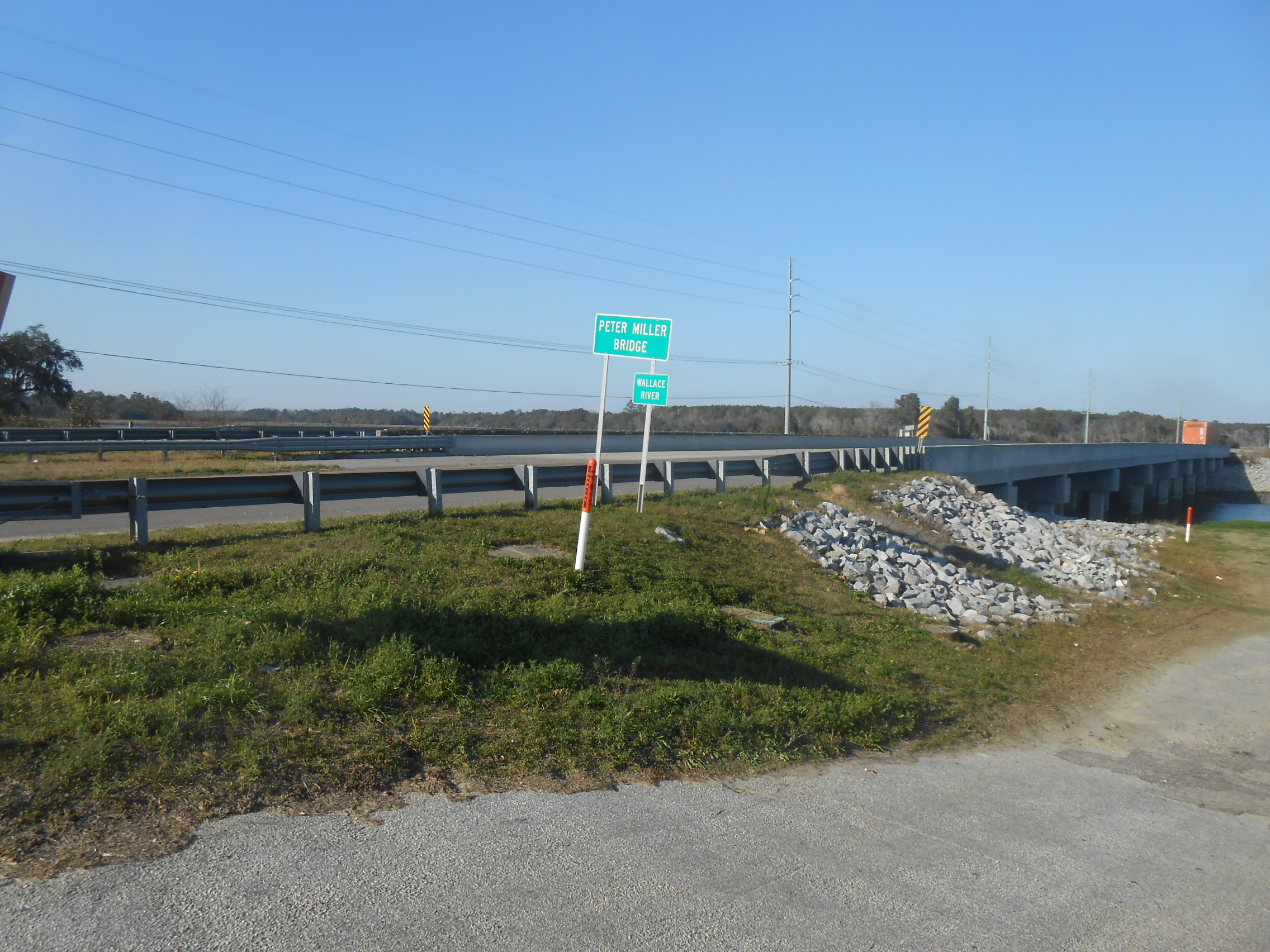
Site de la rébellion de Stono (2013)

La rébellion de Stono (appelée parfois conspiration de Cato ou rébellion de Cato) est une des premières rébellions contre l'esclavage qui a lieu à l'intérieur des frontières du territoire actuel des États-Unis. Le 9 septembre 1739, des esclaves de Caroline du Sud se sont rassemblés près de la rivière Stono dans le but de planifier une marche armée pour la liberté. 

## Causes
Plusieurs facteurs ont pu convaincre les esclaves qu'une rébellion pouvait conduire à leur liberté. Une épidémie de fièvre jaune avait affaibli le pouvoir des propriétaires d'esclaves, il y avait des prémices de guerre entre le Royaume-Uni et l'Espagne et beaucoup d'esclaves qui avaient obtenu leur liberté en s'échappant de la Floride alors contrôlée par l'Espagne, donnaient espoir aux esclaves de Caroline. 
Enfin, il a été suggéré que les esclaves ont organisé leur révolte de façon qu'elle ait lieu avant le 29 septembre, date à laquelle prenait effet la Loi sur la sécurité de 1739 (qui exigeait que tous les hommes blancs portent les armes tous les dimanches). Jemmy, le chef de la révolte, était un esclave instruit, que l'on décrivait comme originaire d'Angola, ce qui signifie probablement qu'il était originaire de l'Empire Kongo en Afrique centrale. Lui et les autres esclaves qui ont conduit la rébellion avaient peut-être compris que s'ils n'agissaient pas pour exiger leur liberté avant le 29 septembre, ils risquaient de ne pas avoir une autre occasion.

## Déroulement de la révolte
Le 9 septembre 1739, vingt afro-américains de Caroline, menés par Jemmy, un esclave angolais, se sont réunis près de la rivière Stono, à vingt miles au sud-ouest de Charleston. Ils ont marché sur la chaussée avec une banderole qui portait l'inscription « Liberté ! » et ils chantaient ce slogan à l'unisson. Au pont Stono, ils se sont emparés d'armes et de munitions dans un magasin, tuant les deux employés. Ils ont brandi un étendard et se sont dirigés vers la Floride espagnole au sud, alors un refuge pour les esclaves fugitifs. En chemin, ils ont rassemblé d'autres recrues jusqu'à être quatre-vingt. Ils ont incendié sept plantations et tué vingt blancs. Le Lieutenant-gouverneur de Caroline du sud, William Bull, et quatre de ses amis ont fui à cheval et ont rassemblé une milice parmi les propriétaires de plantations.
Le jour suivant, la milice à cheval a rattrapé le groupe de quatre-vingts esclaves. Vingt blancs de Caroline et quarante-quatre esclaves ont été tués avant que la rébellion soit écrasée. Les esclaves ont été capturés puis décapités et leurs têtes ont été exposées tout au long de la route qui menait à Charles Town.

## Conséquences
L'année suivante, un autre soulèvement a eu lieu en Géorgie, et l'année suivante, un autre encore en Caroline du Sud, probablement inspirés par la rébellion de Stono. La rébellion de Stono a abouti à un moratoire de 10 ans sur les importations d'esclaves via Charleston et induit un durcissement du code de l'esclavage via le Negro Act, qui interdisait en particulier aux esclaves les gains d'argent et l'éducation.
Dénommé « Stono River Slave Rebellion Site », le site de l'entrepôt Hutchinson où a débuté la révolte a été déclaré National Historic Landmark en 1974.
Les restrictions à l'importation d'esclaves prises après la révolte ont fait que très peu de Noirs furent importés dans les années 1740 en Caroline du Sud, mais onze ans après le flux reprit et s'accéléra, avec près de 50 000 esclaves importés entre 1750 et 1774, date à laquelle près de 60 % de la population était noire.

## Sources
La presse de l'époque, encore embryonnaire, a volontairement peu parlé de l'épisode. Une des sources écrites est le journal du colonel William Stephens, qui avait été chargé de gérer les intérêts dans la colonie voisine de 1737, à ses tout débuts en 1737. Ses écrits donnent en particulier des indications sur les troubles chez les esclaves six semaines avant la révolte.